# Light Stars FC
Light Stars FC là một câu lạc bộ bóng đá có trụ sở tại Seychelles, đội đang chơi ở Seychelles League.
Đội bóng có trụ sở tại Grand'Anse Praslin tại đảo Praslin.

## Sân vận động
Hiện tại, đội chơi ở Stade d'Amitié sức chứa 2.000.